# Craugastoridae
Die Craugastoridae sind eine neotropisch verbreitete Familie der Froschlurche (Anura), die aufgrund phylogenetischer Untersuchungen im Jahr 2008 etabliert wurde. 2011 wurde die Familie Craugastoridae von Pyron und Wiens mit der ebenfalls 2008 von Hedges et al. errichteten Familie Strabomantidae vereinigt. Von vielen Autoren wurden aber die Strabomantidae weiterhin als eigenständige Froschfamilie mit mehreren Unterfamilien beibehalten. 2018 wurde die Zusammenlegung rückgängig gemacht und die Craugastoridae in geringerem Umfang etabliert.
Die Arten der Craugastoridae waren vor 2008 in andere Taxa eingeordnet worden, beispielsweise in die riesige Sammelgattung der Antillen-Pfeiffrösche (Eleutherodactylus) sowie die Familie der Südfrösche (Leptodactylidae). 

## Merkmale
Oft handelt es sich um sehr kleine, 20 bis 50 mm große Froschlurche, die entweder am Boden leben oder mittels Haftscheiben in der Vegetation klettern. Kennzeichnend für die Biologie der Familie ist eine direkte Entwicklung, also das Fehlen eines aquatilen Kaulquappenstadiums. Stattdessen vollzieht sich die Larvalentwicklung innerhalb der an Land abgelegten Eier, aus denen fertige Jungfrösche schlüpfen. Diese Art der Entwicklung ist auch noch bei anderen Froschfamilien zu beobachten, die zusammen mit den Craugastoridae zu der Klade Terrarana, gleichbedeutend mit der Überfamilie Brachycephaloidea, zusammengefasst werden.
Verschiedene Merkmale der Weibchen und der Männchen verweisen bei einzelnen Arten auf Verwandtschaftsverhältnisse über die Grenzen der Familien hinweg. So wurde Strabomantis aramunha wegen der einzigartigen Schädelmorphologie der Weibchen in die Gattung Strabomantis (Strabomantidae) gestellt, die im Nordwesten Südamerikas beheimatet ist. Die Untersuchung der Männchen und der juvenilen Formen legte jedoch eine Verwandtschaft mit der zur Familie Craugastoridae zählenden Gattung Haddadus nahe. Schließlich wurde die Art in die Gattung Haddadus transferiert, die an den Hängen der Serra do Espinhaço und in den angrenzenden östlichen Küstenregionen Brasiliens lebt.

## Verbreitung
Die Vertreter der Craugastoridae sind in Nord-, Mittel- und Südamerika verbreitet. Ihr Vorkommen reicht vom Süden Arizonas über Texas bis Mexiko und über Mittelamerika nach Kolumbien und Ecuador. In Brasilien werden die Küsten im Osten bis zu den Atlantischen Küstenregenwäldern Südbrasiliens besiedelt.

## Systematik und Taxonomie

### Gattungen und Arten
Die Familie Craugastoridae umfasst zwei Gattungen mit insgesamt 125 Arten.
Bearbeitungsstand: 21. Oktober 2024
- Gattung Craugastor
  - 122 Arten
- Im Jahr 2024 wurden Craugastor nefrens und Craugastor cyabnochthebius mit Craugastor campbelli synonymisiert. Gleichzeitig wurden Craugastor glaucus und Craugastor stuarti zu Craugastor xucanebi gestellt.[7]

- Gattung Haddadus
  - 3 Arten
    - Haddadus aramunha (Cassimiro, Verdade & Rodrigues, 2008)
    - Haddadus binotatus (Spix, 1824)
    - Haddadus plicifer (Boulenger, 1888)